# Osaka-jō Hall

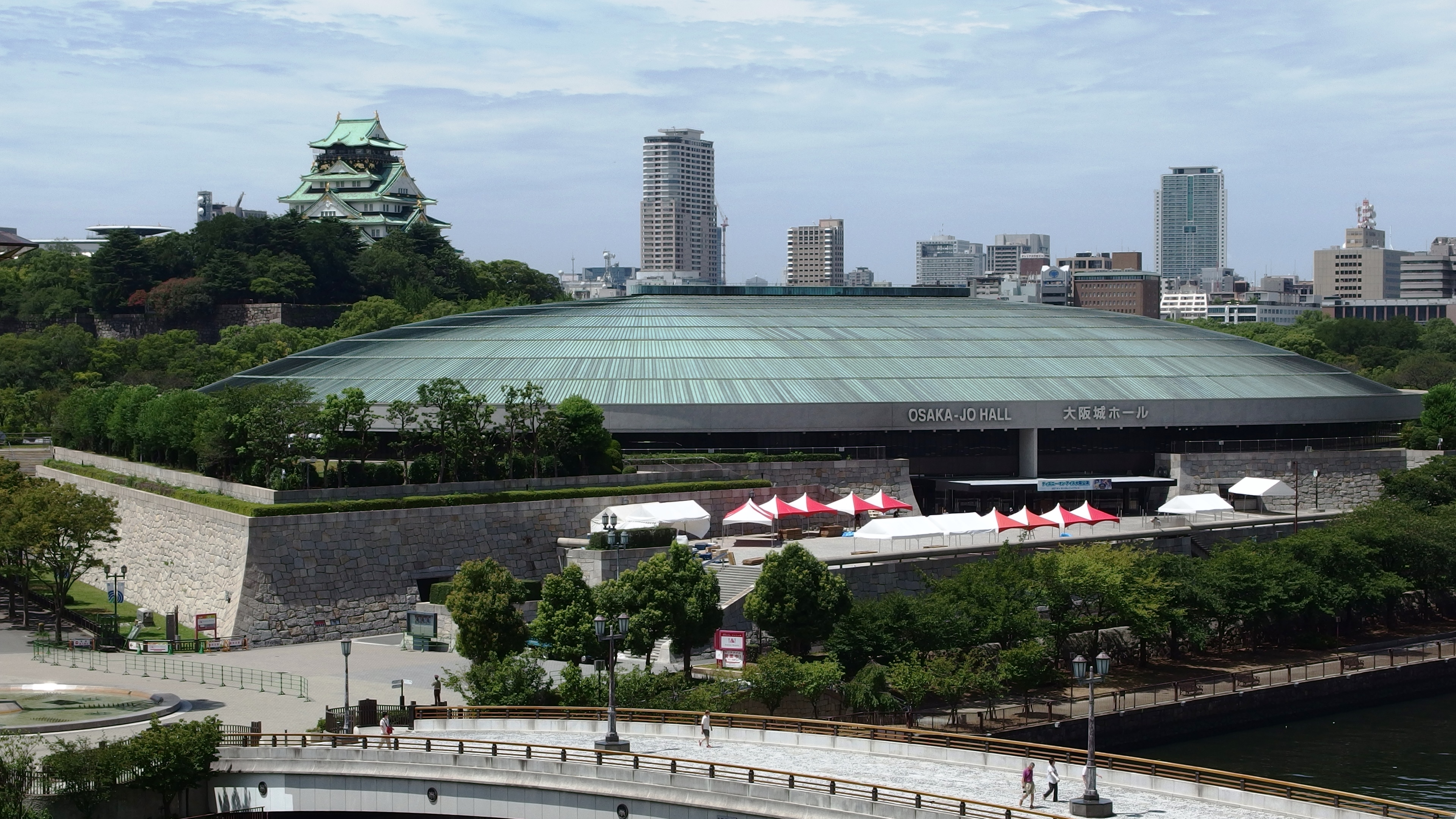
Osaka-jō Hall.

L'Osaka-jō Hall (en japonais : 大阪城ホール) ou Osaka Castle Hall, est une arena (salle de spectacle multi-usage), située à Kyōbashi, dans l'arrondissement Chuo-ku à Osaka (Japon).

## Situation
La salle, située à proximité de la station de métro Osaka Business Park, se trouve dans le parc du château d'Osaka.

## Description
La salle, ouverte en 1983, peut accueillir jusqu'à 16 000 personnes et couvre une superficie de 36 351 mètres carrés.

## Usage

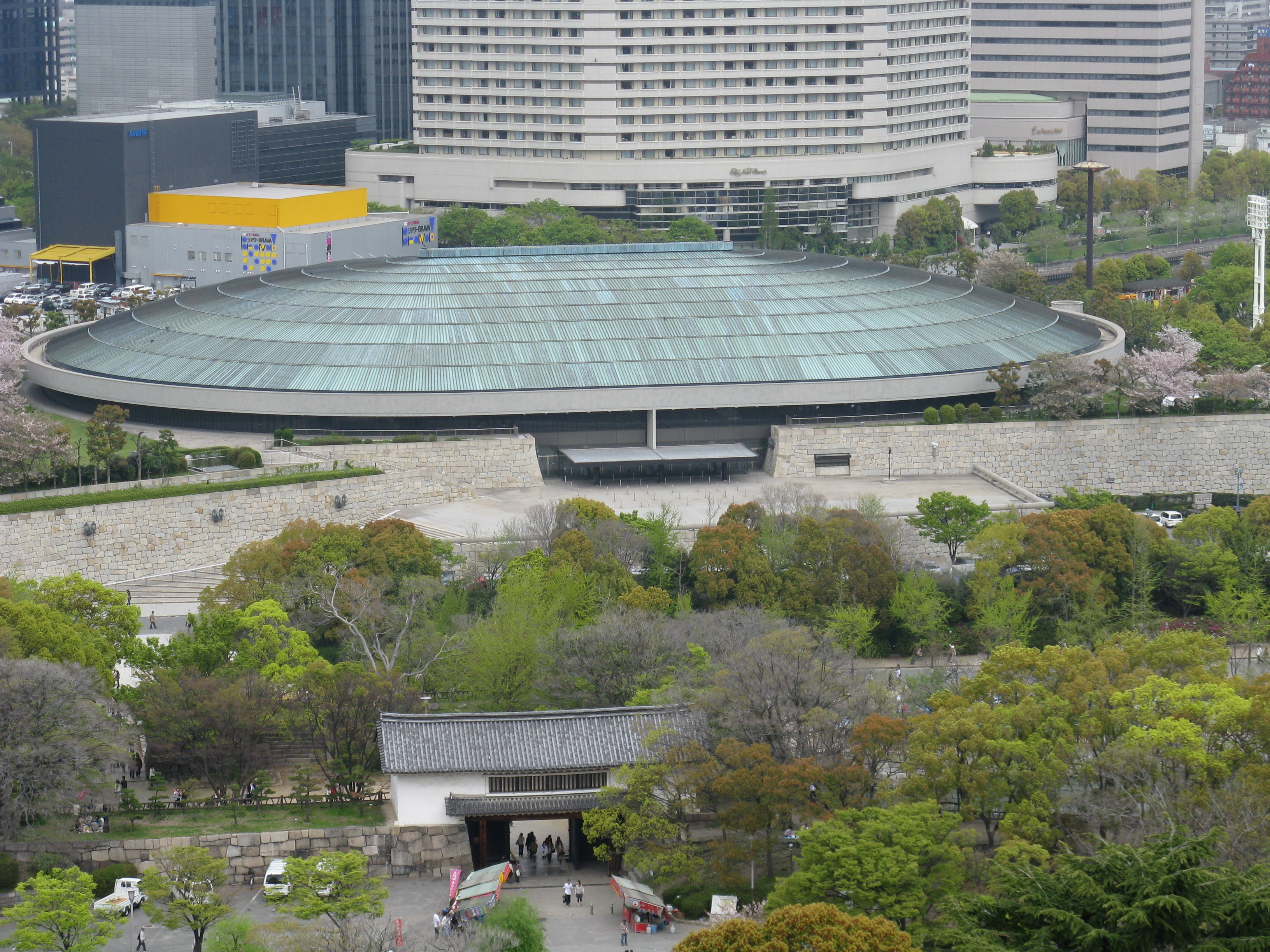
Osaka-jō Hall.

Le hall sert tant pour des compétitions sportives, comme les championnats de judo, que pour accueillir des concerts donnés par des artistes pop et rock aussi bien japonais qu'internationaux.
La fédération de catch japonaise New Japan Pro-Wrestling se produit régulièrement dans cette salle, notamment pour leur deuxième plus grand show annuel : Dominion.

### Le Daiku
Depuis 1983, le premier dimanche de décembre, 10 000 choristes y exécutent la symphonie n° 9 de Beethoven et son Hymne à la joie, sur les paroles du poète allemand Friedrich von Schiller. Cette performance, dénommée le Daiku (ja) d'après l'appellation japonaise de la Neuvième, est chantée en allemand. De la création de l’événement jusqu'en 1998, le chef d'orchestre fut Naozumi Yamamoto et depuis 1999, c'est le chef Yutaka Sado qui dirige l'orchestre et les solistes, tous professionnels, ainsi que les choristes amateurs, habillés tout de noir pour les hommes alors que les femmes sont de blanc vêtues. De 2011 à 2013, la prestation ne se déroule pas au Osaka-jō Hall mais y est diffusée sur écran géant.

## Prix
L'Osaka-jo Hall a remporté le prix « Osaka Urban Scenery Architects Prize Special » en 1984.